# 加加林勋章
加加林勋章是俄罗斯联邦于2023年5月27日设立的勋章。加加林勋章是自2020年俄罗斯联邦设立皮罗戈夫勋章以来的又一个以名人为主题并命名的人头勋章。
在俄罗斯航天局的建议下，俄罗斯总统普京签署了№385号俄罗斯联邦总统令，批准设立了加加林勋章作为俄罗斯的国家荣誉。该勋章授予给在载人航天，开发外层空间，为太空国防安全等做出贡献的俄罗斯联邦公民，以及与俄罗斯联邦进行有效国际合作的外国公民。

## 外观及材质
加加林勋章章体由银制成，五角星形状，章体上有蓝色珐琅，章体周围一圈为银框，包裹蓝色珐琅五角星。章体上有取自在东方一号上拍摄的一张加加林著名照片的银色加加林人头像图案，但去掉了帽子上苏联的俄语缩写“СССР”字样。蓝色珐琅上有星空的图案，有三颗菲阿尼特单晶体材质制成的星星图案。

## 等级
加加林勋章低于大殉道者圣叶卡捷琳娜勋章，高于亚历山大·涅夫斯基勋章，成为了设立该勋章时俄罗斯联邦等级最高的人头勋章。

## 授予情况
2023年6月16日，俄罗斯总统普京签署总统令授予瓦莲京娜·弗拉基米罗夫娜·捷列什科娃加加林勋章以表彰她在开发外太空的功勋和进行历史性的载人航天飞行过程时表现出的勇气和无私，以及积极参与社会和国际活动。捷列什科娃成为了世界上第一个获得俄罗斯加加林勋章的人。